# Cantó de Saint-Trivier-sur-Moignans
El cantó de Saint-Trivier-sur-Moignans era una divisió administrativa francesa del departament de l'Ain. Comptava amb 13 municipis i el cap era Saint-Trivier-sur-Moignans. Va desaparèixer el 2015.

## Municipis
- Ambérieux-en-Dombes
- Baneins
- Chaleins
- Chaneins
- Fareins
- Francheleins
- Lurcy
- Messimy-sur-Saône
- Relevant
- Sainte-Olive
- Saint-Trivier-sur-Moignans
- Savigneux
- Villeneuve

## Història
| Data d'elecció                           | Identitat            | Partit           | Qualitat |
| ---------------------------------------- | -------------------- | ---------------- | -------- |
| 1945-1951                                | Jean-Claude Limandas | radical          |          |
| 1951-1976                                | Antonin Givre        | MRP, després CD  |          |
| 1976-2006                                | Jean Vial            | UDF, després UMP |          |
| 2007-2008                                | Ginette Frappé       | Divers droite    |          |
| 2008-2015                                | Christine Gonnu      | PS               |          |
| les dades anteriors no són pas conegudes |                      |                  |          |
|                                          |                      |                  |          |

## Demografia
| A partir de 1990: Població sense dobles comptes |